# Idioma avar
El idioma avar (autónimo: магӀарул мацӀ, авар мацӀ) es una lengua hablada por los ávaros caucásicos, unas 600 000 personas en Daguestán, Azerbaiyán, Kazajistán y Turquía. Desde el siglo XV al siglo XVII se usó el alfabeto georgiano, posteriormente fue usado un alfabeto árabe modificado hasta 1924 en que se comenzó a usar el alfabeto latino. En 1938 se adopta el alfabeto cirílico, adicionando la palochka (Ӏ) como letra.
Esta lengua no debe confundirse con el ávaro hablado en la península balcánica por los ávaros, una tribu de origen probablemente túrquico, que no está relacionada con el avar caucásico.

## Fonología
El inventario consonántico del avar viene dado por:
|             |             | Labial | Dental | Dental | Alveolar | Alveolar | Alveolar | Alveolar | Palatal | Velar | Velar  | Uvular | Uvular | Faríngea | Glotal |
| central     | central     | Labial | Dental | Dental | lateral  | lateral  |          |          | Palatal | Velar | Velar  | Uvular | Uvular | Faríngea | Glotal |
| lenis       | fortis      | Labial | lenis  | fortis | lenis    | fortis   | lenis    | fortis   | Palatal | lenis | fortis |        |        | Faríngea | Glotal |
| ----------- | ----------- | ------ | ------ | ------ | -------- | -------- | -------- | -------- | ------- | ----- | ------ | ------ | ------ | -------- | ------ |
| Nasal       | Nasal       | m      | n      |        |          |          |          |          |         |       |        |        |        |          |        |
| Oclusiva    | sonora      | b      | d      |        |          |          |          |          |         | ɡ     |        |        |        |          |        |
| Oclusiva    | sorda       | p      | t      |        |          |          |          |          |         | k     | kː     |        |        |          | ʔ      |
| Oclusiva    | eyectiva    |        | tʼ     |        |          |          |          |          |         | kʼ    | kːʼ    |        |        |          |        |
| Africada    | sorda       |        | t͡s     | t͡sː    | t͡ʃ       | t͡ʃː      |          | t͡ɬː      |         |       |        |        | q͡χː    |          |        |
| Africada    | eyectiva    |        | t͡sʼ    | t͡sːʼ   | t͡ʃʼ      | t͡ʃːʼ     |          | (t͡ɬːʼ)   |         |       |        |        | q͡χːʼ   |          |        |
| Fricativa   | sorda       |        | s      | sː     | ʃ        | ʃː       | ɬ        | ɬː       |         | x     | xː     | χ      | χː     | ʜ        |        |
| Fricativa   | sonora      |        | z      |        | ʒ        |          |          |          |         |       |        | ʁ      |        | ʕ        | ɦ      |
| Vibrante    | Vibrante    |        |        |        | r        |          |          |          |         |       |        |        |        |          |        |
| Aproximante | Aproximante | w      |        |        |          |          | l        |          | j       |       |        |        |        |          |        |